# Ђурђеновац
Ђурђеновац је насељено место и седиште општине у средишњој Славонији, Осјечко-барањска жупанија, Република Хрватска.

## Географија
Налази се уз западну границу Осјечко-барањске жупаније, недалеко од Нашица. Окружен је с 14 сеоских насеља, која му гравитирају као административном и културном центру.

## Историја
До територијалне реорганизације у Хрватској налазио се у саставу бивше велике општине Нашице.

## Становништво
На попису становништва 2011. године, општина Ђурђеновац је имала 6.750 становника, од чега у самом Ђурђеновцу 2.944.

## Попис 1991.
На попису становништва 1991. године, насељено место Ђурђеновац је имало 3.923 становника, следећег националног састава:
| Попис 1991.‍   | Попис 1991.‍  | Попис 1991.‍ | Попис 1991.‍ | Попис 1991.‍ |
| ------------- | ------------ | ----------- | ----------- | ----------- |
|               |              |             |             |             |
| Хрвати        | Хрвати       |             | 3.543       | 90,31%      |
| Срби          | Срби         |             | 146         | 3,72%       |
| Југословени   | Југословени  |             | 70          | 1,78%       |
| Албанци       | Албанци      |             | 25          | 0,63%       |
| Немци         | Немци        |             | 7           | 0,17%       |
| Мађари        | Мађари       |             | 6           | 0,15%       |
| Македонци     | Македонци    |             | 4           | 0,10%       |
| Муслимани     | Муслимани    |             | 4           | 0,10%       |
| Чеси          | Чеси         |             | 3           | 0,07%       |
| Словаци       | Словаци      |             | 2           | 0,05%       |
| Словенци      | Словенци     |             | 2           | 0,05%       |
| Црногорци     | Црногорци    |             | 2           | 0,05%       |
| остали        | остали       |             | 1           | 0,02%       |
| неопредељени  | неопредељени |             | 60          | 1,52%       |
| регион. опр.  | регион. опр. |             | 3           | 0,07%       |
| непознато     | непознато    |             | 45          | 1,14%       |
| укупно: 3.923 |              |             |             |             |